# Nationaldivisioun
Nationaldivisioun (lucembursky Nationaldivisioun, francouzsky Division Nationale, německy Nationaldivision) je nejvyšší ligová fotbalová soutěž v Lucembursku. Do roku 2011 byla známá podle sponzora jako BGL liga. Do roku 2006 se soutěže účastnilo 12 týmů, v sezóně 2006/07 se liga rozšířila na 14 celků.

## Nejlepší kluby v historii - podle počtu titulů
| Vítězové nejvyšší ligové soutěže |        | |
| Klub                             | Tituly | Vítězné ročníky |
| Jeunesse Esch                    | 28     | 1920–21, 1936–37, 1950–51, 1953_54, 1957–58, 1958–59, 1959–60, 1962–63, 1966–67, 1967–68, 1969–70, 1972–73, 1973–74, 1974–75, 1975–76, 1976–77, 1979–80, 1982–83, 1984–85, 1986–87, 1987–88, 1994–95, 1995–96, 1996–97, 1997–98, 1998–99, 2003–04, 2009–10 |
| F91 Dudelange                    | 16     | 1999–2000, 2000–01, 2001–02, 2004–05, 2005–06, 2006–07, 2007–08, 2008–09, 2010–11, 2011–12, 2013–14, 2015–16, 2016–17, 2017–18, 2018–19, 2021–22 |
| CA Spora Luxembourg              | 11     | 1924–25, 1927–28, 1928–29, 1933–34, 1934–35, 1935–36, 1937–38, 1948–49, 1955–56, 1960–61, 1988–89 |
| Stade Dudelange                  | 10     | 1938–39, 1939–40, 1944–45, 1945–46, 1946–47, 1947–48, 1949–50, 1954–55, 1956–57, 1964–65 |
| CS Fola Esch                     | 8      | 1917–18, 1919–20, 1921–22, 1923–24, 1929–30, 2012–13, 2014–15, 2020–21 |
| FA Red Boys Differdange          | 6      | 1922–23, 1925–26, 1930–31, 1931–32, 1932–33, 1978–79 |
| Union Lucemburk                  | 6      | 1926–27, 1961–62, 1970–71, 1989–90, 1990–91, 1991–92 |
| FC Avenir Beggen                 | 6      | 1968–69, 1981–82, 1983–84, 1985–86, 1992–93, 1993–94 |
| US Hollerich Bonnevoie           | 5      | 1911–12, 1913–14, 1914–15, 1915–16, 1916–17 |
| FC Progrès Niederkorn            | 3      | 1952–53, 1977–78, 1980–81 |
| FC Aris Bonnevoie                | 3      | 1963–64, 1965–66, 1971–72 |
| Sporting Club Luxembourg         | 2      | 1910–11, 1918–19 |
| FC Differdange 03                | 1      | 2023–24 |
| FC Swift Hesperange              | 1      | 2022–23 |
| CS Grevenmacher                  | 1      | 2002–03 |
| National Schifflange             | 1      | 1951–52 |
| Racing Club Luxembourg           | 1      | 1909–10 |

## Přehled vítězů
| Sezóna    | Vítěz                             | 2. místo                          |
| --------- | --------------------------------- | --------------------------------- |
| 1909/10   | RC Luxembourg                     | US Hollerich                      |
| 1910/11   | SC Luxembourg                     | SC Differdange                    |
| 1911/12   | US Hollerich                      | SC Luxembourg                     |
| 1912/13   | nehrálo se                        | nehrálo se                        |
| 1913/14   | US Hollerich                      | SC Luxembourg                     |
| 1914/15   | US Hollerich                      | Jeunesse Esch                     |
| 1915/16   | US Hollerich                      | SC Luxembourg                     |
| 1916/17   | US Hollerich                      | Fola Esch                         |
| 1917/18   | Fola Esch                         | US Hollerich                      |
| 1918/19   | SC Luxembourg                     | Fola Esch                         |
| 1919/20   | Fola Esch                         | Stade Dudelange                   |
| 1920/21   | Jeunesse Esch                     | Fola Esch                         |
| 1921/22   | Fola Esch                         | Union Luxembourg                  |
| 1922/23   | Red Boys Differdange              | Stade Dudelange                   |
| 1923/24   | Fola Esch                         | Spora Luxembourg                  |
| 1924/25   | Spora Luxembourg                  | Stade Dudelange                   |
| 1925/26   | Red Boys Differdange              | Spora Luxembourg                  |
| 1926/27   | Union Luxembourg                  | Red Boys Differdange              |
| 1927/28   | Spora Luxembourg                  | Stade Dudelange                   |
| 1928/29   | Spora Luxembourg                  | Fola Esch                         |
| 1929/30   | Fola Esch                         | Spora Luxembourg                  |
| 1930/31   | Red Boys Differdange              | Spora Luxembourg                  |
| 1931/32   | Red Boys Differdange              | Progrès Niedercorn                |
| 1932/33   | Red Boys Differdange              | Spora Luxembourg                  |
| 1933/34   | Spora Luxembourg                  | Red Boys Differdange              |
| 1934/35   | Spora Luxembourg                  | Red Boys Differdange              |
| 1935/36   | Spora Luxembourg                  | Jeunesse Esch                     |
| 1936/37   | Jeunesse Esch                     | Progrès Niedercorn                |
| 1937/38   | Spora Luxembourg                  | Jeunesse Esch                     |
| 1938/39   | Stade Dudelange                   | US Dudelange                      |
| 1939/40   | Stade Dudelange                   | US Dudelange                      |
| 1941-1944 | nehrálo se kvůli 2. světové válce | nehrálo se kvůli 2. světové válce |
| 1944/45   | Stade Dudelange                   | Spora Luxembourg                  |
| 1945/46   | Stade Dudelange                   | US Dudelange                      |
| 1946/47   | Stade Dudelange                   | US Dudelange                      |
| 1947/48   | Stade Dudelange                   | Union Luxembourg                  |
| 1948/49   | Spora Luxembourg                  | Fola Esch                         |
| 1949/50   | Stade Dudelange                   | National Schifflange              |
| 1950/51   | Jeunesse Esch                     | National Schifflange              |
| 1951/52   | National Schifflange              | Spora Luxembourg                  |
| 1952/53   | Progrès Niedercorn                | Jeunesse Esch                     |
| 1953/54   | Jeunesse Esch                     | Fola Esch                         |
| 1954/55   | Stade Dudelange                   | Fola Esch                         |
| 1955/56   | Spora Luxembourg                  | Stade Dudelange                   |
| 1956/57   | Stade Dudelange                   | Jeunesse Esch                     |
| 1957/58   | Jeunesse Esch                     | Red Boys Differdange              |
| 1958/59   | Jeunesse Esch                     | Spora Luxembourg                  |
| 1959/60   | Jeunesse Esch                     | Stade Dudelange                   |
| 1960/61   | Spora Luxembourg                  | Jeunesse Esch                     |
| 1961/62   | Union Luxembourg                  | Alliance Dudelange                |
| 1962/63   | Jeunesse Esch                     | Union Luxembourg                  |
| 1963/64   | Aris Bonnevoie                    | Union Luxembourg                  |
| 1964/65   | Stade Dudelange                   | Union Luxembourg                  |
| 1965/66   | Aris Bonnevoie                    | Union Luxembourg                  |
| 1966/67   | Jeunesse Esch                     | Spora Luxembourg                  |
| 1967/68   | Jeunesse Esch                     | US Rumelange                      |

| Sezóna  | Vítěz                                 | 2. místo                              |
| ------- | ------------------------------------- | ------------------------------------- |
| 1968/69 | Avenir Beggen                         | Jeunesse Esch                         |
| 1969/70 | Jeunesse Esch                         | US Rumelange                          |
| 1970/71 | Union Luxembourg                      | Aris Bonnevoie                        |
| 1971/72 | Aris Bonnevoie                        | US Rumelange                          |
| 1972/73 | Jeunesse Esch                         | Union Luxembourg                      |
| 1973/74 | Jeunesse Esch                         | Red Boys Differdange                  |
| 1974/75 | Jeunesse Esch                         | Avenir Beggen                         |
| 1975/76 | Jeunesse Esch                         | Red Boys Differdange                  |
| 1976/77 | Jeunesse Esch                         | Progrès Niedercorn                    |
| 1977/78 | Progrès Niedercorn                    | Jeunesse Esch                         |
| 1978/79 | Red Boys Differdange                  | Progrès Niedercorn                    |
| 1979/80 | Jeunesse Esch                         | Red Boys Differdange                  |
| 1980/81 | Progrès Niedercorn                    | Red Boys Differdange                  |
| 1981/82 | Avenir Beggen                         | Progrès Niedercorn                    |
| 1982/83 | Jeunesse Esch                         | Avenir Beggen                         |
| 1983/84 | Avenir Beggen                         | Red Boys Differdange                  |
| 1984/85 | Jeunesse Esch                         | Red Boys Differdange                  |
| 1985/86 | Avenir Beggen                         | Jeunesse Esch                         |
| 1986/87 | Jeunesse Esch                         | Avenir Beggen                         |
| 1987/88 | Jeunesse Esch                         | Spora Luxembourg                      |
| 1988/89 | Spora Luxembourg                      | Jeunesse Esch                         |
| 1989/90 | Union Luxembourg                      | Avenir Beggen                         |
| 1990/91 | Union Luxembourg                      | Jeunesse Esch                         |
| 1991/92 | Union Luxembourg                      | Avenir Beggen                         |
| 1992/93 | Avenir Beggen                         | Union Luxembourg                      |
| 1993/94 | Avenir Beggen                         | CS Grevenmacher                       |
| 1994/95 | Jeunesse Esch                         | CS Grevenmacher                       |
| 1995/96 | Jeunesse Esch                         | CS Grevenmacher                       |
| 1996/97 | Jeunesse Esch                         | CS Grevenmacher                       |
| 1997/98 | Jeunesse Esch                         | Union Luxembourg                      |
| 1998/99 | Jeunesse Esch                         | F91 Dudelange                         |
| 1999/00 | F91 Dudelange                         | CS Grevenmacher                       |
| 2000/01 | F91 Dudelange                         | CS Grevenmacher                       |
| 2001/02 | F91 Dudelange                         | CS Grevenmacher                       |
| 2002/03 | CS Grevenmacher                       | F91 Dudelange                         |
| 2003/04 | Jeunesse Esch                         | F91 Dudelange                         |
| 2004/05 | F91 Dudelange                         | FC Etzella Ettelbruck                 |
| 2005/06 | F91 Dudelange                         | Jeunesse Esch                         |
| 2006/07 | F91 Dudelange                         | FC Etzella Ettelbruck                 |
| 2007/08 | F91 Dudelange                         | Racing FC Union Luxembourg            |
| 2008/09 | F91 Dudelange                         | FC Differdange 03                     |
| 2009/10 | Jeunesse Esch                         | F91 Dudelange                         |
| 2010/11 | F91 Dudelange                         | Fola Esch                             |
| 2011/12 | F91 Dudelange                         | Jeunesse Esch                         |
| 2012/13 | Fola Esch                             | F91 Dudelange                         |
| 2013/14 | F91 Dudelange                         | Fola Esch                             |
| 2014/15 | Fola Esch                             | FC Differdange 03                     |
| 2015/16 | F91 Dudelange                         | Fola Esch                             |
| 2016/17 | F91 Dudelange                         | FC Differdange 03                     |
| 2017/18 | F91 Dudelange                         | Progrès Niedercorn                    |
| 2018/19 | F91 Dudelange                         | Fola Esch                             |
| 2019/20 | nedohrálo se kvůli pandemii covidu-19 | nedohrálo se kvůli pandemii covidu-19 |
| 2020/21 | Fola Esch                             | F91 Dudelange                         |
| 2021/22 | F91 Dudelange                         | FC Differdange 03                     |
| 2022/23 | FC Swift Hesperange                   | FC Progrès Niederkorn                 |
| 2023/24 | FC Differdange 03                     | FC Swift Hesperange                   |